# Coppa delle nazioni del Golfo 2014
La Coppa delle Nazioni del Golfo 2014 è stata la 22ª edizione del torneo. Si è svolta in Arabia Saudita dal 13 al 26 novembre 2014.
In un primo tempo il torneo si sarebbe dovuto svolgere a Bassora, in Iraq, ma successivamente si è deciso di cambiare la sede con Riad, viste le difficoltà da parte della città irachena nell'organizzazione e per i possibili problemi di sicurezza.

## Squadre partecipanti
- Arabia Saudita (paese organizzatore)
- Bahrein
- Emirati Arabi Uniti (campione in carica)
- Iraq
- Kuwait
- Oman
- Qatar
- Yemen

## Fase a gironi

### Gruppo A
| Pos. | Squadra        | Pt | G | V | N | P | GF | GS | DR |
| ---- | -------------- | -- | - | - | - | - | -- | -- | -- |
| 1.   | Arabia Saudita | 7  | 3 | 2 | 1 | 0 | 5  | 1  | +4 |
| 2.   | Qatar          | 3  | 3 | 0 | 3 | 0 | 1  | 1  | 0  |
| 3.   | Yemen          | 2  | 3 | 0 | 2 | 1 | 0  | 1  | -1 |
| 4.   | Bahrein        | 2  | 3 | 0 | 2 | 1 | 0  | 3  | -3 |

| Arbitro: | Ben Williams |

|                 |           |           |
| Al-Muwallad 37’ | Marcatori | 54’ Majid |

| Riyad 13 novembre 2014, ore 21:30 UTC+3 | Yemen           | 0 – 0 referto | Bahrein | King Fahd International Stadium\| Arbitro: \| Fahad Al-Kassar \| |
| Arbitro:                                | Fahad Al-Kassar |               |         |                                                                  |

| Riyad 16 novembre 2014, ore 17:15 UTC+3 | Yemen             | 0 – 0 referto | Qatar | King Fahd International Stadium\| Arbitro: \| Yaqoob Abdul Baki \| |
| Arbitro:                                | Yaqoob Abdul Baki |               |       |                                                                    |

| Arbitro: | Mohanad Qasim Eesee Sarray |

|                                                        |           |  |
| Al-Shamrani 26’ Al-Haza'a 54’ (o.g.) Husain 70’ (o.g.) | Marcatori |  |

| Arbitro: | Damir Skomina |

|             |           |  |
| Al Abed 28’ | Marcatori |  |

| Riyad 19 novembre 2014, ore 19:45 UTC+3 | Bahrein    | 0 – 0 referto | Qatar | Prince Faisal bin Fahd Stadium\| Arbitro: \| Ali Shaban \| |
| Arbitro:                                | Ali Shaban |               |       |                                                            |

### Gruppo B
| Pos. | Squadra             | Pt | G | V | N | P | GF | GS | DR |
| ---- | ------------------- | -- | - | - | - | - | -- | -- | -- |
| 1.   | Oman                | 5  | 3 | 1 | 2 | 0 | 6  | 1  | +5 |
| 2.   | Emirati Arabi Uniti | 5  | 3 | 1 | 2 | 0 | 4  | 2  | +2 |
| 3.   | Kuwait              | 4  | 3 | 1 | 1 | 1 | 3  | 7  | -4 |
| 4.   | Iraq                | 1  | 3 | 0 | 1 | 2 | 1  | 4  | -3 |

| Riyad 14 novembre 2014, ore 17:45 UTC+3 | Emirati Arabi Uniti | 0 – 0 referto | Oman | Prince Faisal bin Fahd Stadium\| Arbitro: \| Marai Al-Awaji \| |
| Arbitro:                                | Marai Al-Awaji      |               |      |                                                                |

| Arbitro: | Damir Skomina |

|  |           |                |
|  | Marcatori | 90+2’ Al Enezi |

| Arbitro: | Jameel Abdulhusin |

|                   |           |                          |
| Mabkhout 18’, 35’ | Marcatori | 37’ Nasser 39’ Al-Mutawa |

| Arbitro: | Abdullah Balideh |

|           |           |                    |
| Kasim 14’ | Marcatori | 51’ (pen.) Mubarak |

| Arbitro: | Fahad Al-Mirdasi |

|                   |           |  |
| Mabkhout 50’, 62’ | Marcatori |  |

| Arbitro: | Ben Williams |

|  |           |                                                |
|  | Marcatori | 44’, 90’ Al-Muqbali 45+3’, 48’, 59’ Al-Ruzaiqi |

## Fase finale

### Tabellone
|  | Semifinali          | Semifinali          | Semifinali |       |                | Finale              | Finale              | Finale          |  |
|  |                     |                     |            |       |                |                     |                     |                 |  |
|  | Arabia Saudita      | Arabia Saudita      | 3          |       |                |                     |                     |                 |  |
|  | Arabia Saudita      | Arabia Saudita      | 3          |       |                |                     |                     |                 |  |
|  | Emirati Arabi Uniti | Emirati Arabi Uniti | 2          |       |                |                     |                     |                 |  |
|  | Emirati Arabi Uniti | Emirati Arabi Uniti | 2          |       | Arabia Saudita | Arabia Saudita      | 1                   |                 |  |
|  |                     |                     |            |       | Arabia Saudita | Arabia Saudita      | 1                   |                 |  |
|  |                     |                     | Qatar      | Qatar | 2              |                     |                     |                 |  |
|  | Oman                | Oman                | Qatar      | Qatar | 2              | 1                   |                     |                 |  |
|  | Oman                | Oman                |            |       |                | 1                   |                     |                 |  |
|  | Qatar               | Qatar               | 3          |       |                | Finale 3º posto     | Finale 3º posto     | Finale 3º posto |  |
|  | Qatar               | Qatar               | 3          |       |                |                     |                     |                 |  |
|  |                     |                     |            |       |                |                     |                     |                 |  |
|  |                     |                     |            |       |                | Emirati Arabi Uniti | Emirati Arabi Uniti | 1               |  |
|  |                     |                     |            |       |                | Emirati Arabi Uniti | Emirati Arabi Uniti | 1               |  |
|  |                     |                     |            |       |                | Oman                | Oman                | 0               |  |

### Semifinali
| Arbitro: | Marcin Borski |

|           |           |                                         |
| Saleh 24’ | Marcatori | 36’ (pen.) Al Haidos 59’, 67’ Assadalla |

| Arbitro: | Valentin Kovalenko |

|                                            |           |                 |
| Al-Shamrani 19’ Al Abed 22’ Al-Dawsari 86’ | Marcatori | 53’, 79’ Khalil |

### Finale 3º/4º posto
| Arbitro: | Abdullah Balideh |

|              |           |  |
| Mabkhout 59’ | Marcatori |  |

### Finale
| Arbitro: | Mohanad Qasim Eesee |

|            |           |                         |
| Kariri 16’ | Marcatori | 18’ Mukhtar 58’ Khoukhi |

## Marcatori
5 goal
- Ali Mabkhout

3 goal
- Said Al-Ruzaiqi

2 goal
- Abdulaziz Al-Muqbali
- Ali Assadalla
- Nasser Al-Shamrani
- Nawaf Al Abed
- Ahmed Khalil

1 goal
- Yaser Kasim
- Bader Al-Mutawa
- Fahad Al Enezi
- Yousef Nasser
- Ahmed Mubarak Al-Mahaijri
- Raed Ibrahim Saleh
- Almahdi Ali Mukhtar
- Boualem Khoukhi
- Hassan Al Haidos
- Ibrahim Majid
- Fahad Al-Muwallad
- Salem Al-Dawsari
- Saud Kariri

1 auto-goal
- Abdulla Al-Haza'a
- Mohamed Husain

## Premi
I seguenti premi sono stati assegnati:
| Premio             | Giocatore     |
| ------------------ | ------------- |
| Premio Fair Play   | Oman          |
| Migliori Marcatore | Ali Mabkhout  |
| Migliore Giocatore | Nawaf Al-Abid |
| Migliore Portiere  | Qasem Burhan  |